# عزلة يريس (ذمار)

تعديل مصدري - تعديل

عزلة يريس هي إحدى عزل مديرية وصاب العالي في محافظة ذمار اليمنية ويبلغ تعداد سكانها 2151 نسمة حسب التعداد السكاني في اليمن لعام 2004.